# El Chorrillo (Alcalá de Henares)
El Chorrillo es un barrio de Alcalá de Henares, Comunidad de Madrid, construido entre 1967 y 1975 [cita requerida]. Se localiza entre la avenida de Daganzo, la avenida de Ajalvir, la calle Camarmilla y las vías de tren de la Línea Madrid-Barcelona[cita requerida].
En este barrio se encuentra la Junta Municipal del Distrito III de Alcala de Henares

## Historia
Anteriormente fue el Distrito VIII hasta la transformación de los distritos por Bartolomé González Jiménez en 2007.
Hasta la construcción de los nuevos barrios de "El Ensanche", "Espartales Sur" y "La Garena", este barrio era uno de los más alejados del centro, junto con el Campo del Ángel. Seguía el modelo de bloques de casas bajas, de no más de 7 pisos, baratas y adaptadas a las familias que trabajaban en las industrias cercanas a la N-II. Aunque era llamadado el Chorrillo, también fue conocido como el Barrio del Cementerio, porque se edificó al lado de éste.
Aparte del cementerio, había otros servicios públicos de educación como el Colegio San Diego y la guardería Los Pinos o sanitarios como el consultorio médico.
La zona que había entre el paseo de los Pinos y la calle del Chorrillo (Antiguo Paseo del Cementerio) era un solar donde jugaban y se divertían los niños del barrio y los trabajadores de la cercana fábrica de Roca (empresa), hasta que en 1989 se construyó el Centro Comercial Los Pinos y el Parque de El Chorrillo que reducían el espacio de construcción.

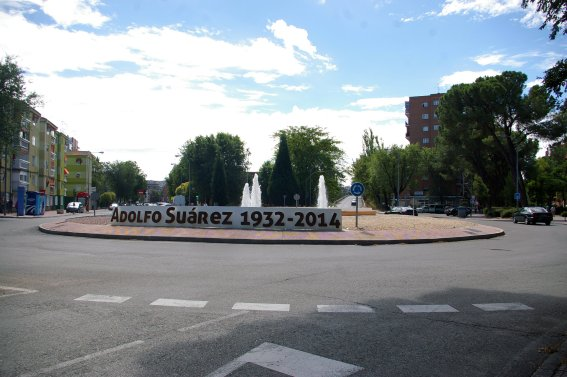
Rotonda dedicada a Adolfo Suárez, en El Chorrillo

En octubre de 2012, el ayuntamiento de Alcalá de Henares instaló en una de las glorietas del barrio un mástil de quince metros de altura en la que ondea una bandera de España. En junio de 2014, el ayuntamiento de Alcalá de Henares dedicó una de las rotondas del barrio a Adolfo Suárez.

## Presente
Algunos edificios han cambiado su utilidad, como el Colegio de San Diego transformado en la Casa de la Cultura Distrito III
A partir del año 2000 aumenta la población inmigrante. Sobre todo con ciudadanos procedentes de Rumanía, Marruecos , Ecuador y China que aumentan la baja natalidad de antes y rejuvenecen la población.
En el barrio hay un 30 % de ancianos. Con esto se construyen dos residencias de ancianos y edificios de zonas comunes.

## Transporte público

#### Autobús
Por el barrio discurren líneas de autobús tanto urbanas como interurbanas, efectuando parada la mayoría de éstas en las paradas situadas en los alrededores de la Glorieta del Chorrillo.
| Urbanos: Diurnos |                                                      |
| Línea            | Recorrido                                            |
| 1A               | Circular Alcalá de Henares (en sentido horario)      |
| 1B               | Circular Alcalá de Henares (en sentido antihorario)  |
| 7                | Ensanche Norte - Nueva Alcalá / Cementerio Jardín    |
| 8                | Los Nogales - Virgen del Val                         |
| 9                | Est. Alcalá de Henares - El Olivar / Pol. Camporroso |
| 11               | La Garena - Estación de Alcalá Universidad           |

| Interurbanos: Diurnos |                                                                            |
| Línea                 | Recorrido                                                                  |
| 227                   | Madrid (Avenida de América) – Alcalá de Henares (Espartales - Universidad) |
| 251                   | Torrejón de Ardoz – Valdeavero - Alcalá de Henares                         |
| 252                   | Torrejón de Ardoz – Daganzo - Alcalá de Henares                            |
| 254                   | Valdeolmos / Fuente el Saz – Alcalá de Henares                             |
| 255                   | Valdeavero – Camarma de Esteruelas - Alcalá de Henares                     |
| 260                   | Alcalá de Henares - Ambite - Orusco                                        |
| FS2                   | Torrelaguna - Alcalá de Henares                                            |

Tren
En los alrededores del barrio se sitúa la Estación de Alcalá de Henares. Además dispone de conexión rápida y directa en autobús a través de las líneas 1B, 11 y 227 con la Estación de La Garena, situada en el mismo distrito que el barrio. En ambas estaciones efectúan parada trenes de las líneas C-2, C-7 y C-8 de la red de Cercanías Madrid.